# Địa lý Sierra Leone

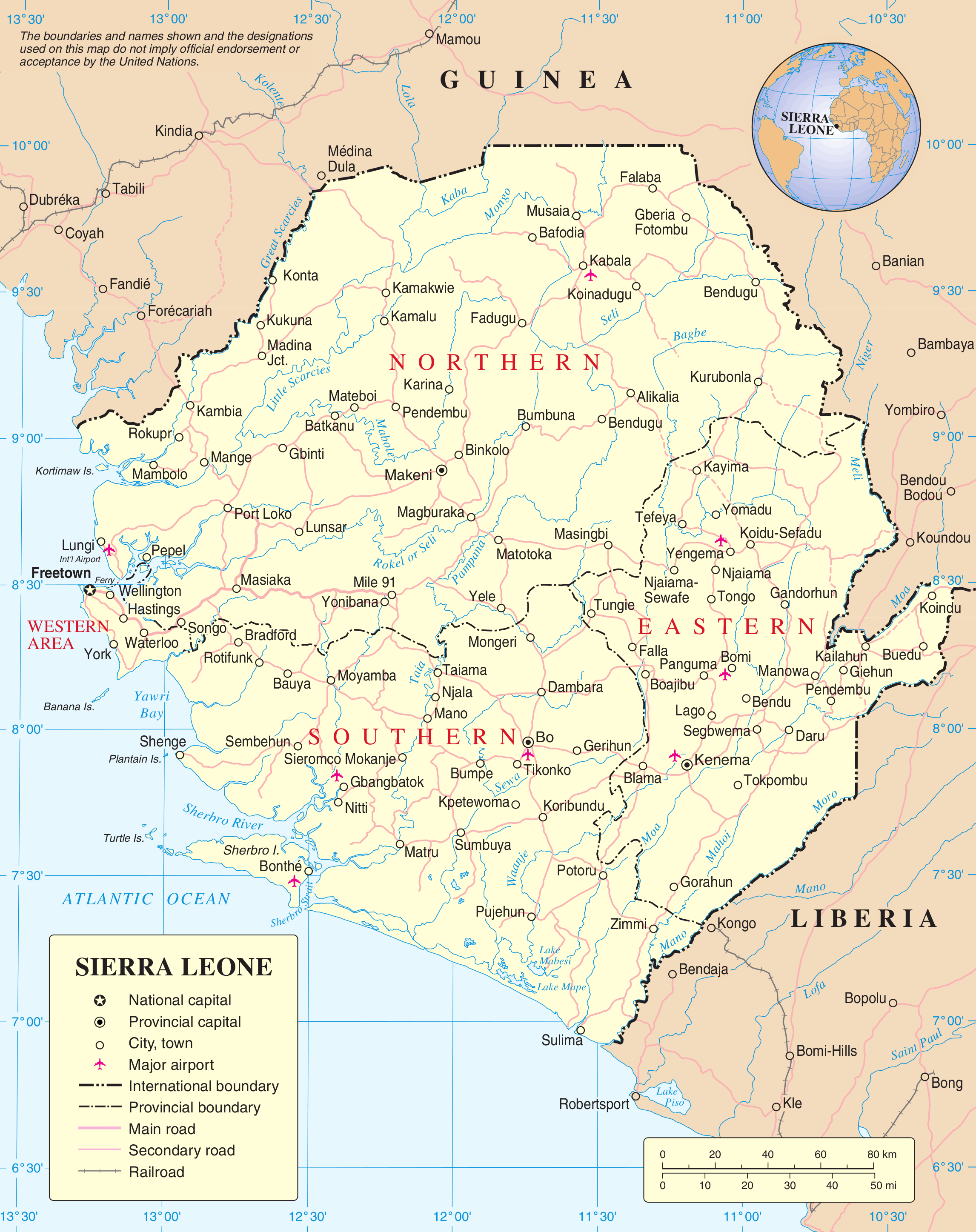
Bản đồ Sierra Leone.

Bản đồ phân loại khí hậu Köppen của Sierra Leone

Vị trí của Sierra Leone

Sierra Leone nằm trên đường biển Tây Phi, nằm giữa 7° bắc và 10° bắc, ngay phía bắc của đường xích đạo. Sierra Leone giáp Guinea ở phía bắc và phía đông bắc, Liberia về phía nam và đông nam và Đại Tây Dương về phía tây.
Sierra Leone có tổng diện tích 71.740 km2 (27.699 dặm vuông Anh), gồm diện tích mặt đất chiếm 71.620 km2 (27.653 dặm vuông Anh) và mặt nước chiếm 120 km2 (46 dặm vuông Anh).
Sierra Leone có bốn khu vực địa lý riêng biệt: rừng ngập mặn Guinea ven biển, rừng núi, một vùng cao nguyên và dãy núi phía đông. Đông Sierra Leone là một khu vực nội địa có các cao nguyên rộng xen kẽ với những ngọn núi cao, nơi Núi Bintumani cao lên đến 1.948 mét (6.391 ft).

## Địa lý

### Địa chất

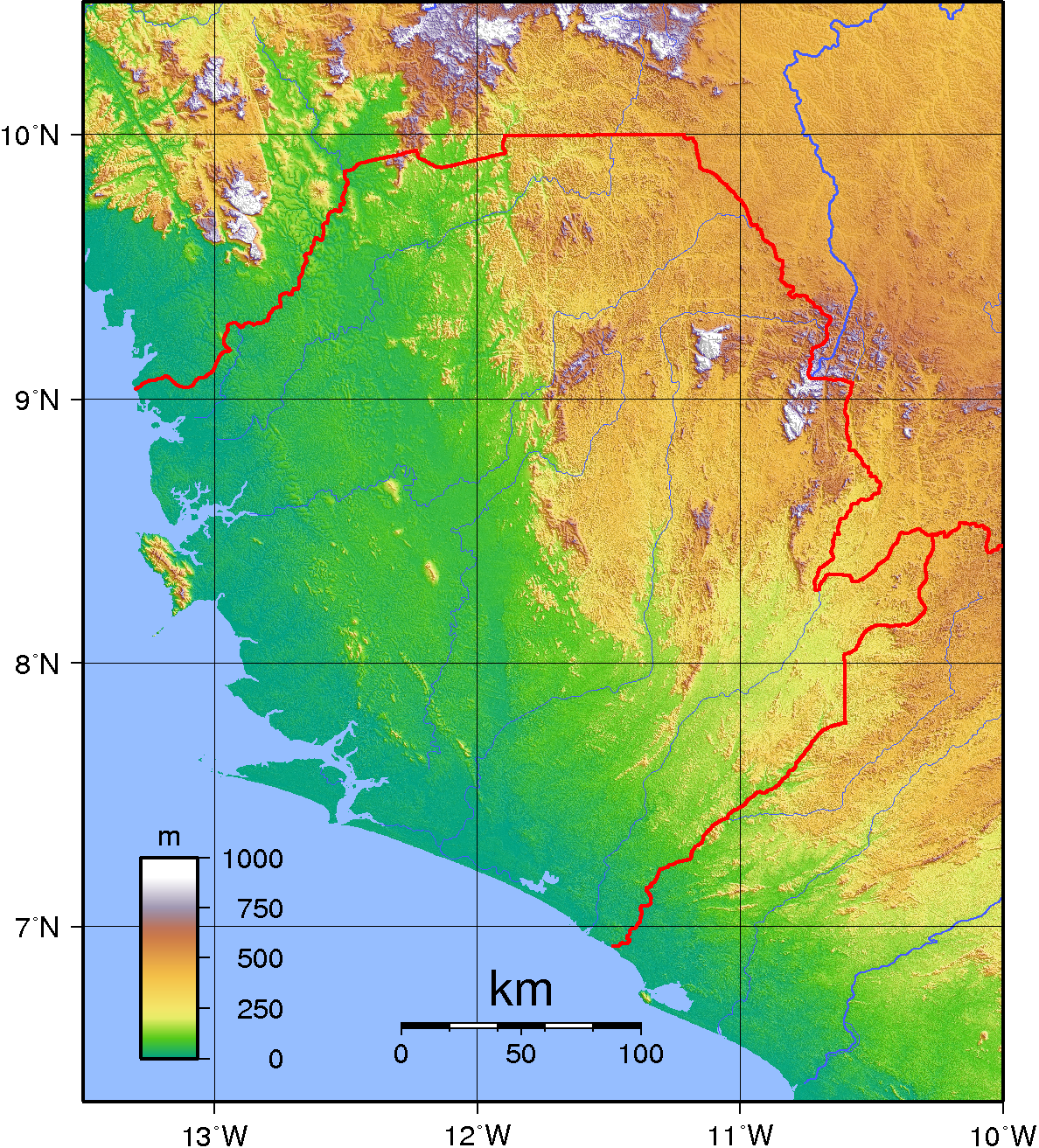
Địa hình Sierra Leone

Sierra Leone có thể được chia thành ba khu vực địa chất, ở phía đông là một phần của nền cổ Tây Phi, khu vực phía tây bao gồm các Rokelides, một vành đai kiến tạo sơn và trầm tích ven biển dài 20 đến 30 km.

## Khí hậu
Nước này có khí hậu nhiệt đới, mặc dù nó có thể được phân loại là khí hậu nhiệt đới gió mùa, nó cũng có thể được mô tả như một khí hậu chuyển tiếp giữa khí hậu xích đạo và khí hậu xavan.
Có hai mùa: mùa khô (tháng 11 - tháng 5) và mùa mưa (tháng 6 - tháng 10).
Tháng 12 đến tháng 1 là những tháng lạnh nhất trong năm, mặc dù nhiệt độ vẫn có thể vượt quá 40 °C, độ ẩm thấp hơn đến vừa phải làm cho nóng bức trong khoảng thời gian này của năm. Không giống như tháng 3 và tháng 4, những tháng nóng nực và ẩm ướt với nhiệt độ khoảng 38 °C - 45 Độ C và độ ẩm 90%, làm cho các chỉ số nhiệt cao hơn nhiệt độ thực tế. Nhiệt độ biển trung bình là 30 °C.
Lượng mưa trung bình cao nhất ở bờ biển, 3000–5000 mm/năm, lượng mưa giảm dần khi đi sâu vào nội địa và ở biên giới phía đông của đất nước, lượng mưa trung bình là 2000–2500 mm.

## Vấn đề môi trường

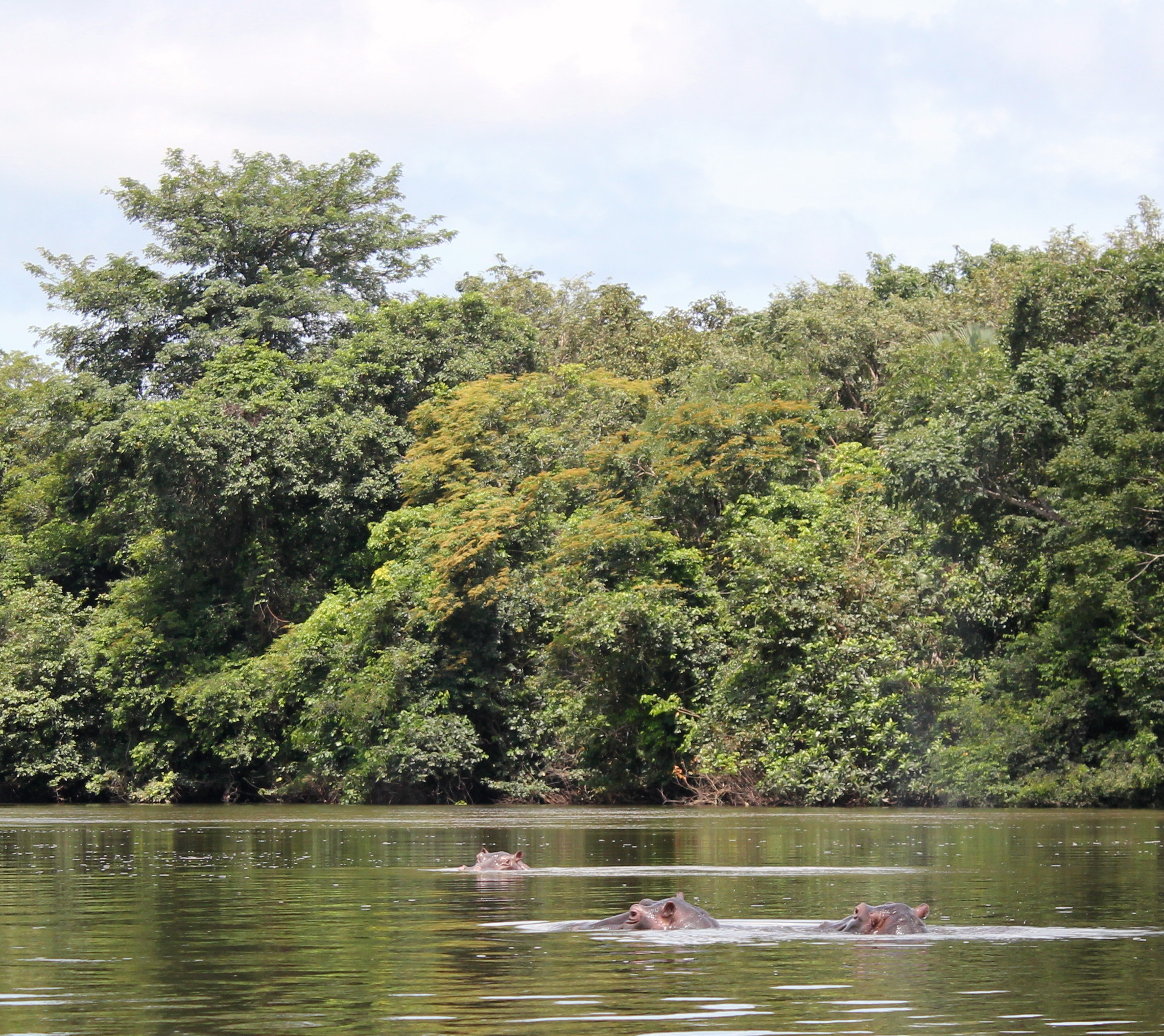
Hà mã trong công viên quốc gia Outamba-Kilimi ở tây bắc Sierra Leone.

Tăng trưởng dân số nhanh chóng ở Sierra Leone đã gây áp lực lên môi trường tự nhiên. Các vấn đề môi trường bao gồm các khai thác gỗ quá mức, việc mở rộng đàn gia súc, và phá rừng làm nương rẫy, cạn kiệt đất và đánh bắt cá quá mức.
Sierra Leone là một bên của một số thỏa thuận môi trường:
- Công ước về đa dạng sinh học
- Công ước khung liên hiệp quốc về biến đổi khí hậu
- Công ước liên hiệp quốc về chống sa mạc hóa
- CITES
- Công ước liên hiệp quốc về luật biển
- Công ước về đánh bắt cá và bảo toàn nguồn sống vùng biển
- Hiệp ước cấm thử hạt nhân toàn diện (CTBT)
- Công ước Ramsar(Vùng Đất Ngập Nước)

Ký kết, nhưng không phê chuẩn:
- ENMOD

## Thông tin chung
Toạ độ địa lý: 8°30′B 11°30′T / 8,5°B 11,5°T
Ranh giới:
tổng: 1.0938 km
biên giới quốc gia: Guinea 794 km, Liberia 299 km
Bờ biển: 402 km
Tuyên bố hàng hải:
lãnh hải: 200 nmi (370,4 km; 230,2 mi).
vùng tiếp giáp: 24 nmi (44,4 km; 27,6 mi).
vùng đặc quyền kinh tế: 200 nmi (370,4 km; 230,2 mi).
thềm lục địa: độ sâu 200 m hoặc độ sâu khai thác.
Khí hậu nhiệt đới nóng, ẩm,ướt; mùa mưa mùa hè (tháng 5 - tháng 12); mùa đông, mùa khô (tháng 12 - tháng 4)
Địa hình: vành đai ven biển rừng ngập mặn, rừng núi, vùng cao nguyên, núi ở phía đông.
Độ cao thái cực:
điểm thấp nhất: Đại Tây Dương 0 m
điểm cao nhất: Loma Mansa (Bintimani) 1,948 m
Tài nguyên thiên nhiên: kim cương, quặng titan, bô xít, quặng sắt, vàng, cromit.
Sử dụng đất:
đất canh tác: 24,4%
trồng cây lưu niên: 2,3%
đồng cỏ lâu năm: 30,5%
rừng: 37,5%
khác: 6,3% (2011)
Đất được tưới tiêu: 300 km²; (2012)
Tổng nước tái tạo: 160 km³; (2011)
Thiên tai: khô, cát-laden harmattan cơn gió thổi từ phía sa mạc Sahara (tháng mười một tới tháng hai); bão cát, bão cát.